# Eyal Golasa
Eyal Golasa - em hebraico, אייל גולסה (Netanya, 7 de outubro de 1991) é um futebolista israelense que atua como meio-campista. Atualmente defende o Maccabi Petah Tikva.

## Carreira
Revelado pelo Beitar Nes Tubruk, Golasa estreou como profissional em 2008, no Maccabi Haifa. Em 6 temporadas, foram 128 partidas e 13 gols marcados. Ele chegou a assinar com a Lazio em fevereiro de 2010, num acordo válido por 4,5 anos. Porém, o meio-campista voltou aos Verdes em seguida e pediu desculpas ao Maccabi Haifa por ter assinado com o clube italiano sem permissão. A equipe israelense confirmou que o contrato era inválido porque não havia sido informado das negociações entre Golasa e a Lazio.
Suspenso por 6 meses, o jogador aceitou u novo contrato com o Maccabi Haifa, porém recuou da decisão, fazendo com que o presidente Jacob Shachar punisse o meia até o encerramento da temporada.
Em junho de 2014, assinou com o PAOK, onde permaneceu durante 2 temporadas, com 35 jogos.
Voltou a Israel em julho de 2016, desta vez para jogar no Maccabi Tel Aviv.

## Seleção Israelense
Com passagens pelas equipes de base da Seleção Israelense, Golasa estreou pelo time principal em 2010. Desde então, foram 9 jogos e nenhum gol marcado.

## Títulos

#### Maccabi Haifa
- Campeonato Israelense (2)

(2008-09 e 2009-10)